# Liste des comtes de Lyon et de Forez
La mention d'un « comitatus Lugdunensis » apparaît dans les sources en 943 et 958 et concerne des terres situées en Jarez et en Roannais.
Les premières mentions du « comitatus forensis » apparaissent dans les sources en 966 et 981 et concernent des localités (Arthun, Pouilly-lès-Feurs) qui formèrent par la suite le cœur du Forez comtal. Le « comitatus Rodanensis » est mentionné en 952 (sans mention du « pagus lugdunensis » pour Saint-Jean de Panissières en Forez), en 992 (acte daté du règne d'Hugues Capet) et en l'an mille.
Vers l'an mil, la dévolution du titre comtal apparaît initialement attachée à Thiberge de Forez, parente de l'héritier déchu du trône de Bourgogne-Provence Charles-Constantin de Vienne qui fut l'épouse du comte Artaud II puis de Pons de Gévaudan.
L'appellation de comte de Forez est employée pour la première fois à l'occasion de l'excommunication d'Artaud IV de Forez (1076) à la suite du conflit qui l'oppose à l'archevêque de Lyon et sera reprise par la suite,.
La guerre entre le comte Guigues II et l'archevêque Héracle de Montboissier se solda par l'intervention du pape Alexandre III, l'annulation de la bulle d'or de Frédéric Barberousse, la permutation en 1173 (vente des possessions « lyonnaises » des comtes de Forez et rétrocession des possessions du chapitre de Lyon en Forez) et enfin à l'accession du fils du comte de Forez, Renaud II de Forez, au titre d'archevêque de Lyon en 1193.
À la suite de la permutation de 1173, Philippe-Auguste confirme à Guigues II le droit de garde sur les routes, et emploie pour la première fois la double titulature « comte de Lyon et de Forez » (« Forensi & Lugdunensi Comiti »). Cette dernière appellation tardive sera reprise par les historiens pour désigner à la fois la lignée comtale patrilinéaire descendante du comte Artaud II de Forez et celle issue de la maison d'Albon qui lui succède au début du XIIe siècle.
À la suite de la permutation de 1173 et de l'accession au trône épiscopal de Renaud de Forez, le titre de comte « de Lyon » ne fut utilisé qu'à titre honorifique par les membres du chapitre de l’Église de Lyon.
Le titre de comte « de Forez » continuera à être porté, après le mariage d'Anne Dauphine, par les membres de la maison de Bourbon ainsi par certains membres de la famille royale de France après le rattachement du Forez à la couronne en 1531.

## Premières mentions
Le titre de comte était à l'origine un titre non héréditaire attaché à la personnalité qui se voyait confier l'autorité sur le Lyonnais et le Viennois.
La première mention est celle d'Armentarius qui fut intitulé « comte et gouverneur judiciaire de Lyon » pendant l'épiscopat de Nizier de Lyon (552-573),.
À la fin du VIIIe siècle, avec l'affirmation de l'autorité de Pépin le Bref, la principale menace pesant sur le Lyonnais venait de l'Ouest et des rebelles aquitains.
- Le comte Australdus, mentionné par ailleurs dans le testament du patrice Abbon[16],[17], est cité à deux reprises lors de la rébellion contre Pépin du gascon Waifre. Il est présent aux côtés de Galeman, comte et général de Pépin, victorieux contre Mancion près de Narbonne[18]. Il marcha ensuite avec le comte Alard de Chalon contre le comte des Auvergnats Chilping en 764. Ce dernier préparait une expédition contre le Lyonnais et fut finalement défait sur les rives de la Loire en Forez ou Roannais, peut-être par Australdus qui aurait été gratifié du titre de comte à cette occasion[19],[20],[21].

### Les comtes carolingiens
- Bertmund[22],[23] (parent de Berthmond d'Auvergne?) comte et préfet de la province de Lyon est mentionné en 818 et en 828-829, cumulant les responsabilités civiles à Lyon et militaires en Bourgogne, il s'adjoint les services d'un vicomte[24]. Pour l'historien allemand Hubert Gerner, l'anthroponymie indiquerait que le préfet Bermond aurait été à l'origine de la lignée des Bermond/Guigue/Guichard/Artaud, vicomtes puis comtes de Lyon à la fin du Xe siècle[25], de laquelle serait issue Artaud Ier[22]. Sous les ordres de Louis le Pieux, Bertmund mate la rébellion de Bernard d'Italie en 817 en le privant « de la vue et de la vie »[26],[27].

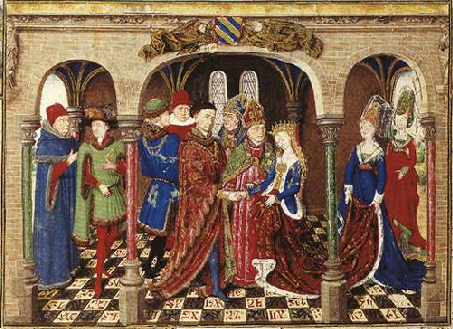
Mariage de Girart de Roussillon dans un manuscrit du XVe siècle attribué au Maître du Girart de Roussillon.

- Warin[22] (Guerin de Provence ou son père Warin Ier d'Auvergne), comte, duc et marquis, vers 830-843.
- Matfrid[22], comte, mentionné en 843-844. Michel Rubellin le donne pour fils de Matfrid d'Orléans († 836).

En 843, avec le traité de Verdun, Vienne et Lyon intègrent la Francie médiane de Lothaire qui confie la région à Girart de Roussillon.
- Girart de Roussillon[22] est comte-marquis de l'empereur Lothaire vers 852[29]. En 855, avec le traité de Prüm, l'ensemble comtal lyonnais-viennois (dit « duché de Lyon », Ducatus Lugdunensis) intègre le royaume de Bourgogne de Charles de Provence. Une appellation inédite et tardive vraisemblablement liée aux charges politiques et militaires cumulées par Girard, désormais qualifié de comte[30] et de duc[31], qui officie en réalité comme régent.

À la mort de Charles de Provence en 863, le comte Girard prit le parti de Lothaire II contre Charles le Chauve et parvint à lui conserver l'ancien « duché ».
Le royaume de Lothaire II est divisé à sa mort entre ses oncles par le traité de Meerssen (870) qui attribue Vienne et Lyon à Charles II le Chauve. Girart de Roussillon se rebelle contre Charles le Chauve qui parvient à le chasser. Le souverain remet l'ancien duché à Boson de Provence dont il épouse la sœur Richilde.

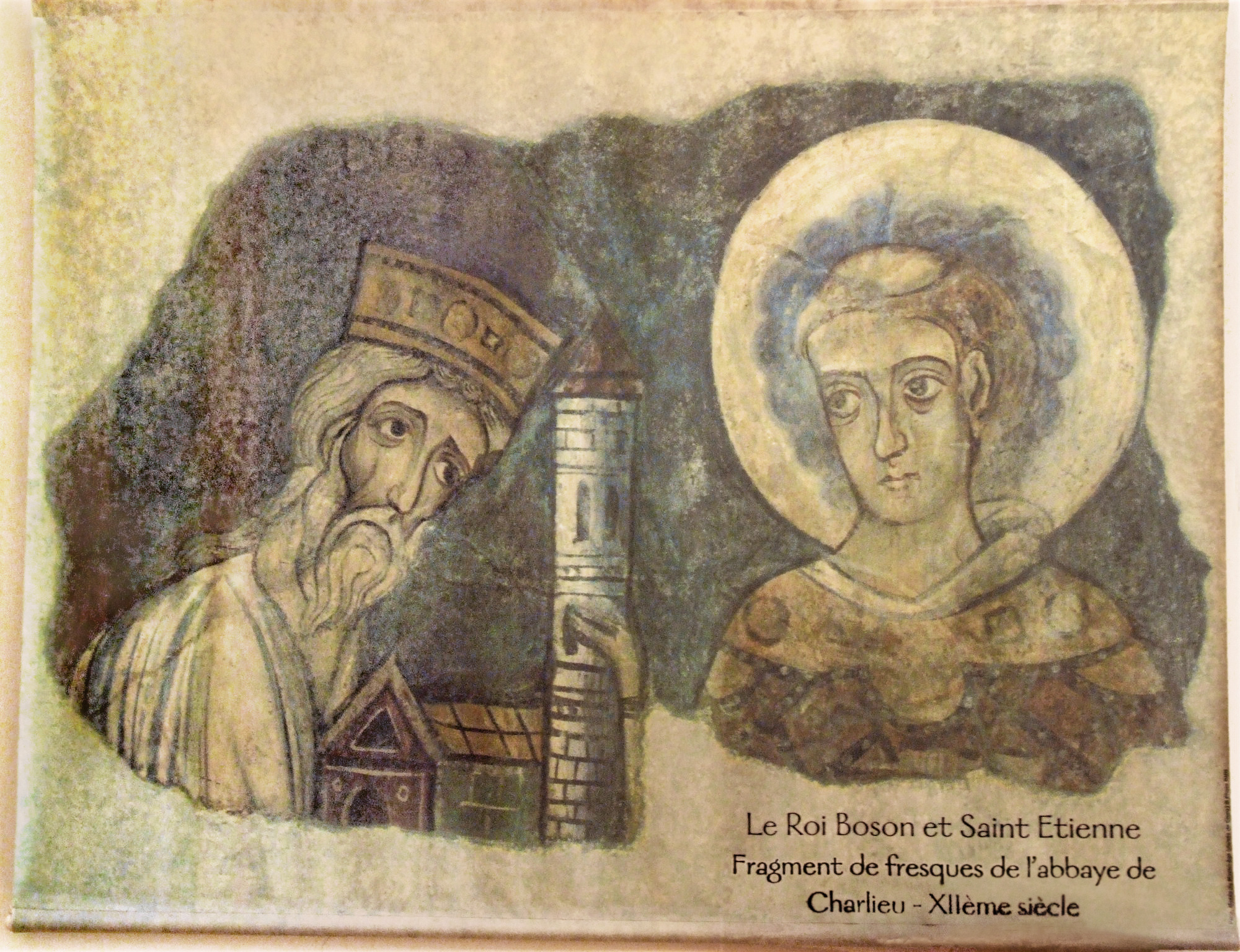
Le roi Boson et saint Étienne, fragment des fresques de l'abbaye de Charlieu, XIIe siècle.

- Boson[22], duc de Lyon (870-879) et de Vienne, duc de Provence, comte de Mâcon, de Chalon, d'Autun et de Troyes.

Le 15 octobre 879, Boson se fait proclamer roi de Bourgogne-Provence, à Mantaille, par une assemblée de métropolitains et d'évêques. Il est couronné par Aurélien, l'archevêque de Lyon, probablement dans cette même ville. Il est renversé dès 880.
- Siwald[22] (?), comte, mentionné en 879.
- Bernard Plantevelue[22], comte d'Autun (858-v. 865 et 874/9), d'Ormois (866). Comte d'Auvergne (870), de Toulouse, Limoges (878) et Berry. Marquis de Gothie (878). Pour certains, ce comte Bernard serait Bernard de Gothie[22].

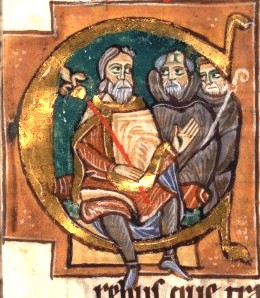
Guillaume le Pieux, d'après une lettrine enluminée (BNF, Ms. Lat. 17716, f°85.)

- Hugues, comte, mentionné en 900.

- Guillaume le Pieux[22], fils de Bernard Plantevelue, comte d'Auvergne (886-918) marquis et duc d'Aquitaine « par la grâce de Dieu ». Abbé laïque de Brioude (886-918).
- Guillaume le Jeune[22], neveu et héritier du précédent, duc d'Aquitaine et comte d'Auvergne, comte de 918 à 926.
- Un « comte Guillaume » est mentionné lors du plaid de Thoissey en 944. Pour Etienne Fournial, il s'agit du comte de Mâcon Otte-Guillaume de Bourgogne[34]. Pour Pierre Ganivet, il s'agit plutôt de Geilin Ier, comte de Valentinois, identification qui resterait problématique en termes linguistiques.
- Hugues d'Arles (?)[22], roi d'Italie. Exerce des fonctions comtales dès 924, avant la mort de Guillaume le Jeune et les abandonne au plus tard en 933[35].
- Hugues le Noir[22], duc de Bourgogne, mentionné comte de 939 à 952.

Entre 944 et 982, le gouvernement du Lyonnais semble relever d'une série très mal documentée de vicomtes de Lyon (peut-être les vicomtes de Mâcon) placés sous l'autorité du puissant marquis-comte Hugues le Noir, frère du roi Raoul de France et cousin du défunt roi de Provence/empereur Louis l'Aveugle.
Le titre comtal semble disparaître avec Hugues le Noir (mort en 952 sans descendance) : aucun comte n'apparaît dès lors, ni à Lyon, ni à Vienne, ni en Forez, le roi de Bourgogne Conrad laissant de toute évidence la charge comtale vacante afin de reprendre les droits et revenus. Ainsi la monnaie redevient royale après 950.
De même, aucun élément n'indique dans les sources que l'archevêque de Lyon se soit substitué à l'autorité civile hors de la ville de Lyon, l'aristocratie qui secondait les marquis-comtes y tenait alors les assemblées judiciaires. C'est de cette aristocratie qu'est issue la lignée des comtes de Lyon et de Forez.

## Maison de Forez
À la suite de la réforme grégorienne, la famille comtale lyonnaise exerça l'autorité comtale depuis ses terres en Forez. Bien qu'anciennement représentante de l'autorité civile à Vienne et à Lyon, elle repris l'intitulation de comte de Forez (comes forensis) à partir de Guillaume le Vieux dans la décennie 1070.

### Ascendants
Le préfet Bertmund mentionné en 818, puis en 828-829, aurait pu être à l'origine de la lignée des Bermond/Guigue/Guichard/Artaud, vicomtes de Lyon puis comtes à la fin du Xe siècle de laquelle serait issue Artaud II.
Ont été signalés comme ascendants potentiels de cette lignée, :
- Artaud et son épouse Hildegarde (910/922-938), qui font donation à l'abbaye de Cluny de la chapelle Saint-Victor d'Ajoux[43]. Cette donation fut confirmée par le roi Raoul[44];
- Son frère Géraud († vers 938), époux d'Ermengarde et père d'Artaud et Girard (père d'Artaud Ier ?), possessionné à Quincié-en-Beaujolais ou Quincieux[45];
- En 944, Artaud et Géraud apparaissent dans l'assistance du marquis Hugues le Noir lors d'un plaid à Thoissey, arbitrant le désaccord entre Cluny et le vicomte Adémar[46].
- Un « Artaud laïc » souscrit à la charte de fondation de l'abbaye de Ris en 978[47].
- Une mention à la terra Artaldi à Saint-Georges-de-Reneins permet de localiser les possessions du groupe familiale des « Artaud » à proximité de celles de la famille du vicomte Guigues.
- Enfin, le vicomte Artaud (Artaud Ier) est enregistré dans l'obituaire de l'église de Lyon le 9 des calendes d'avril pour avoir fait don à l’Église de Lyon de la villa de Lucenay avant 970.

C'est sur cette dernière mention que René Poupardin émit l'hypothèse que les comtes de Forez seraient issus des vicomtes de Lyon à la fin du principat d'Hugues le Noir et établit des liens de parenté avec les seigneurs de Beaujeu. Si ce point n'est pas directement attesté dans les sources, la parenté est très probable: les premiers comtes semblant effectivement avoir été possessionnés aux confins du Beaujolais et du Mâconnais, dans l'ager de Ternand sur le cours de l'Azergues. Les membres de la famille d'Artaud II de Forez appartenaient à la haute aristocratie et avaient occupé des charges publiques avant lui.

### Liste des comtes de la première maison de Forez

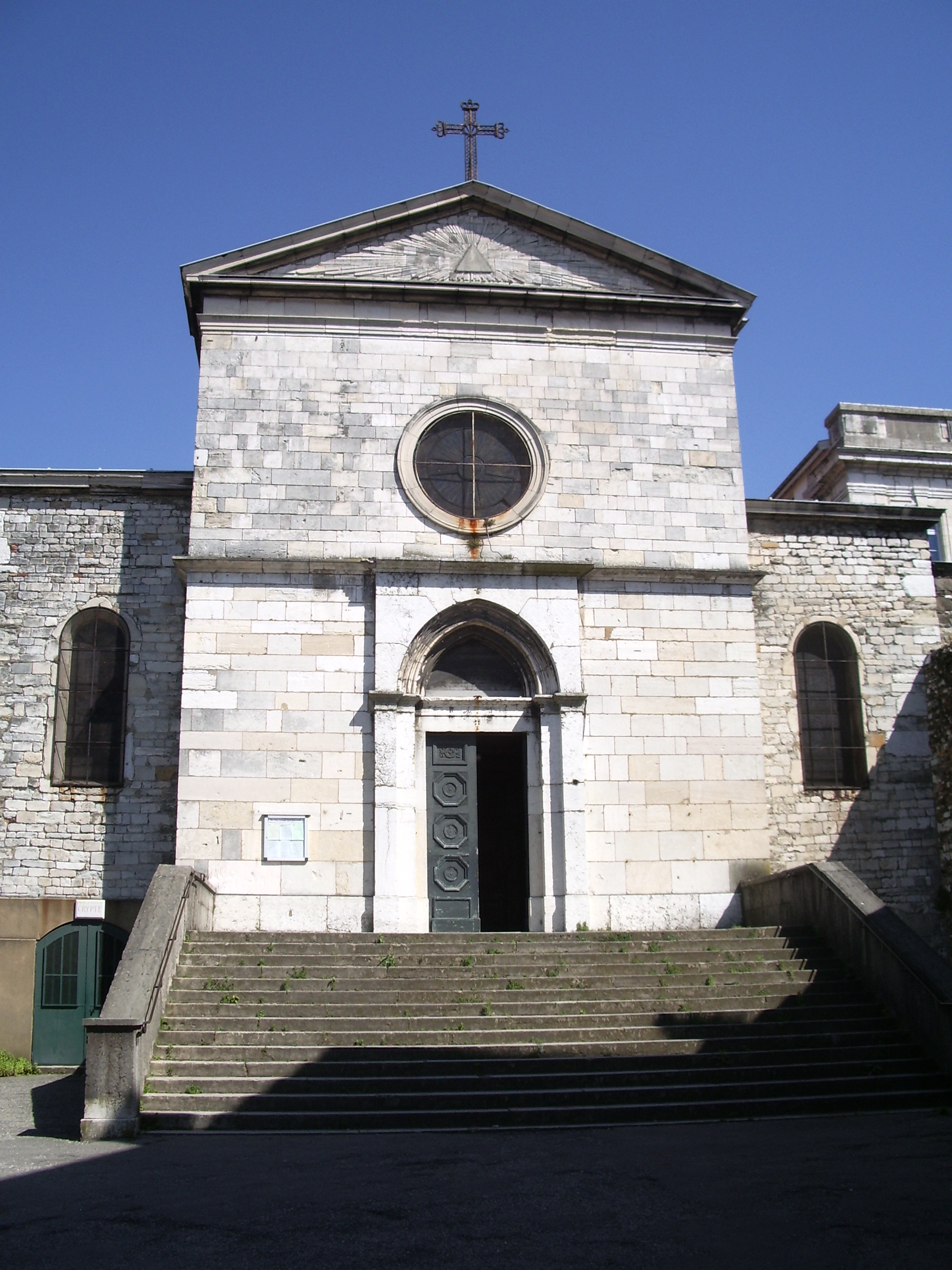
L'église Saint-Irénée à Lyon. Sépulture familiale des comtes de Forez.

Armoiries des comtes de Lyon et de Forez selon J.-M. de La Mure,,.

- Artaud II († avant 1010), comte, fils de Géraud (« de noble lignée ») et de Gimberge, et probable neveu du vicomte de Lyon Artaud Ier. De sa femme Thiberge, il eut deux fils, Géraud et Artaud III, et une fille, Rothilde.
- Pons de Gévaudan († en 1011/16) qui s'intitula gardien de la « patrie de Forez » après son mariage avec Théodeberge (veuve d'Artaud) qu'il répudia. Meurt assassiné par son beau-fils Artaud III.
- Artaud III († vers 1017), comte (?)[52],[53], fils d'Artaud II et de Théodeberge/Thiberge, frère de Géraud[54]. Il aurait épousé Etiennette, fille de Pons de Gévaudan, qui lui aurait donné une fille Estafania, qui épousa Guillaume II fondateur de la lignée des comtes de Pallars Sobirà. Vers 1016, il assassine Pons de Gévaudan à la suite de la répudiation de sa mère et meurt vraisemblablement peu après victime de représailles.
- Géraud († après 1046), comte, frère du précédent, fils d'Artaud II et de Théodeberge, époux d'Adélaïde (de Gévaudan, sœur de Pons et tante d'Etiennette ?), père d'Artaud IV et de Geoffroy/Guillaume. Il tenta d'imposer son fils comme archevêque de Lyon lors de la crise successorale qui suivit la mort de Burchard II en 1033.
- Artaud IV (1050 - 1079), comte, fils du comte Géraud et d'Adélaïde[55]. Mari de Raymonde (de Guînes ?). Il fut excommunié par Grégoire VII en 1076.
- Guillaume Ier dit « l'Ancien » (- † en juin 1097 au siège de Nicée), comte de Forez, son fils.
- Guillaume II dit « le Jeune » († après 1107), comte de Forez[56], fils de Guillaume Ier. Selon la tradition locale, il serait mort assassiné par le vicomte de Lavieu[57],[58] que de la Mure donne comme vicomte de Lyon et ascendant de la branche des Lavieu-Feugerolles en Jarez[59].
- Eustache († vers 1110/17), son frère, comte de Forez[60], mort sans postérité.
- Guy de Guînes (1107-1115 ?), fils de Baudouin Ier, comte de Guînes, et d'Adèle, devient comte de Forez vraisemblablement à la suite d'une union entre les deux maisons, mort sans postérité[61],[62].

Entre 1096 et 1115, les sources lacunaires ne permettent pas dégager une chronologie des règnes de Guillaume le Jeune, Eustache et Guy de Guînes. La surprenante accession de ce dernier au titre de comte de Forez, associée au récit légendaire du meurtre de Guillaume le Jeune, pourraient indiquer une crise politique violente qui expliquerait le fait que Guigues Ier (de la Maison d'Albon) confia dès 1131 son fils au roi de France.

## Maison d'Albon
Commentant la transaction de 1167 entre Guichard, archevêque de Lyon, et Guigues II, comte de Forez, Paradin indique que depuis le règne de l'empereur Lothaire les droits comtaux sur la ville de Lyon auraient appartenu à la maison d'Albon et que c'est celle-ci qui aurait donné naissance par la suite aux lignées des dauphins de Viennois, des dauphins d'Auvergne et à celle des comtes de Forez,. Une filiation des dauphins remontant au préfet Delphin frère (?) de l'évêque de Lyon Ennemond, telle qu'elle a pu être avancée par les historiens du XIXe siècle, reste hypothétique.

Armoiries des dauphins de Viennois.
Armoiries des dauphins d'Auvergne sire de Mercœur.
Armoiries des comtes de Forez.

- 1107 : Guigues Ier, comte, cousin d'Eustache et de Guillaume II le Jeune. Il épousa Sybille de Beaujeu. Il serait le fils de Guigues-Raymond d'Albon-Forez (fils de Guigues II d'Albon) et d'Ide-Raymonde de Forez (fille d'Artaud IV, sœur de Guillaume Ier, tante de Guillaume II le Jeune et d'Eustache). Il marie une fille — Alix, Sibylle, Marie ? — de Guichard III Sire de Beaujeu et de Lucienne de Rochefort.
- 1138 : Guigues II († 1226), comte de Lyon et de Forez[68], son fils. Époux de Guillelmine. Par la permutation de 1173, il renonce au Lyonnais.

En 1173, Guigues II vendit finalement contre onze cents marcs d'argent ses possessions lyonnaises, entérinant ainsi la scission du Forez et du Lyonnais (permutation de 1173). En 1193, c'est son fils Renaud de Forez qui devint archevêque de Lyon. Philippe-Auguste confirme à Guigues II le droit de garde sur les routes,, et il emploie pour la première fois le titre « comte de Lyon et de Forez » (« Forensi & Lugdunensi Comiti »).
- 1198 : Guigues III († 1203), comte de Lyon et de Forez[70],[71], son fils. Epoux d'Alix de Sully, fille de Gilon III seigneur de Sully et de Luce de Charenton.
- 1203 : Guigues IV († 1241), son fils. Il épouse 1° Philippa-Mahaut, fille de Guy II de Dampierre, 2° Ermengarde d'Auvergne, 3° Mathilde de Courtenay, comtesse de Nevers, Auxerre et Tonnerre (Guigues IV porte alors ces titres, comme comte consort).
- 1241 : Guigues V († 1259), son fils, né de Mahaut de Dampierre ou d'Ermengarde d'Auvergne. Sans postérité.
- 1259 : Renaud Ier († 1270), son frère[72],[73], né de Mahaut de Dampierre ou d'Ermengarde d'Auvergne. Il épouse Isabelle/Elisabeth de Beaujeu, fille du connétable Humbert V de Beaujeu et de Marguerite de Baugé/Bâgé de Miribel. Leur fils cadet Louis continue les sires de Beaujeu jusqu'en 1400 (alors Louis II duc de Bourbon ci-dessous hérite de Beaujeu).
- 1270 : Guigues VI, son fils aîné. Mari de Jeanne de Montfort-Castres, dame de Chambéon (sans doute son douaire ; remariée à Louis de Savoie-Vaud comme sa 2e épouse).
- 1279 : Jean Ier, son fils, devient baron de Thiers en 1301. Marié à : 1° Alix de La Tour-du-Pin, fille d'Humbert Ier du Viennois et d'Anne de Bourgogne, et 2° Laure de Savoie, fille de Louis de Savoie-Vaud et de sa 1re femme Adeline de Lorraine, fille de Mathieu II de Lorraine. Homme de guerre, diplomate habile, et réformateur fiscal, il est l'un des premiers comtes du Forez à prendre une envergure politique importante, en siégeant notamment au Conseil privé du royaume de France et en exerçant plusieurs charges.
- 1333 : Guigues VII, son fils, né d'Alix de Viennois. Epoux de Jeanne, fille de Louis Ier duc de Bourbon et de Marie d'Avesnes-Hainaut.
- 1358 : Louis Ier, son fils, † à Brignais, sans postérité de son union avec Jeanne Rog(i)er, fille de Guillaume II Roger.
- 1362 : Jean II, son frère, faible d'esprit, sans alliance ni postérité.
- 1372 : Anne Dauphine, nièce du précédent. Femme de son grand-cousin le duc de Bourbon Louis II (petit-fils du duc Louis Ier ci-dessus).

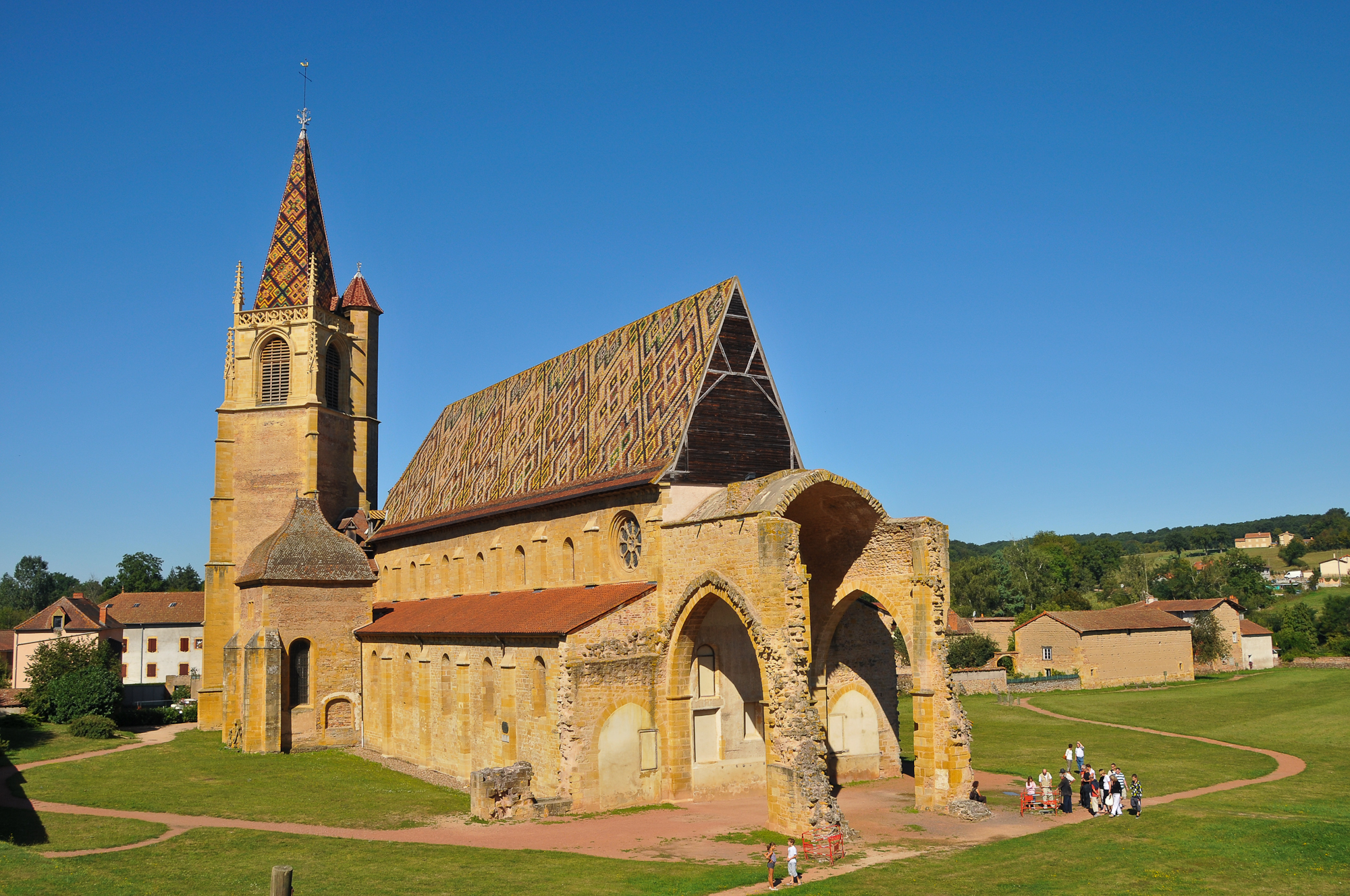
L'abbaye cistercienne de La Bénisson-Dieu, fondée par la donation de Guy II de Forez en 1138.
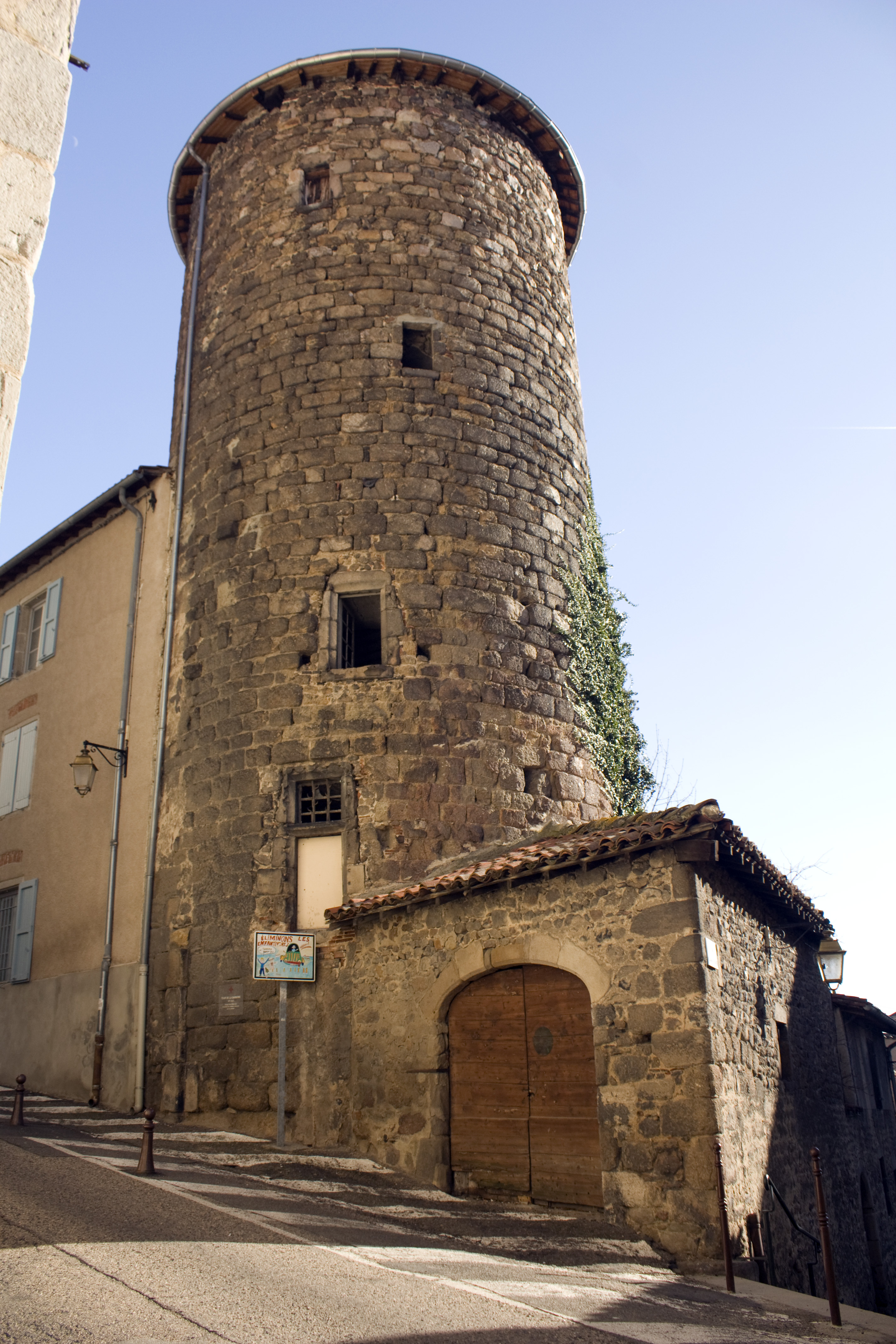
Tour de l'ancien château comtal de Montbrison.
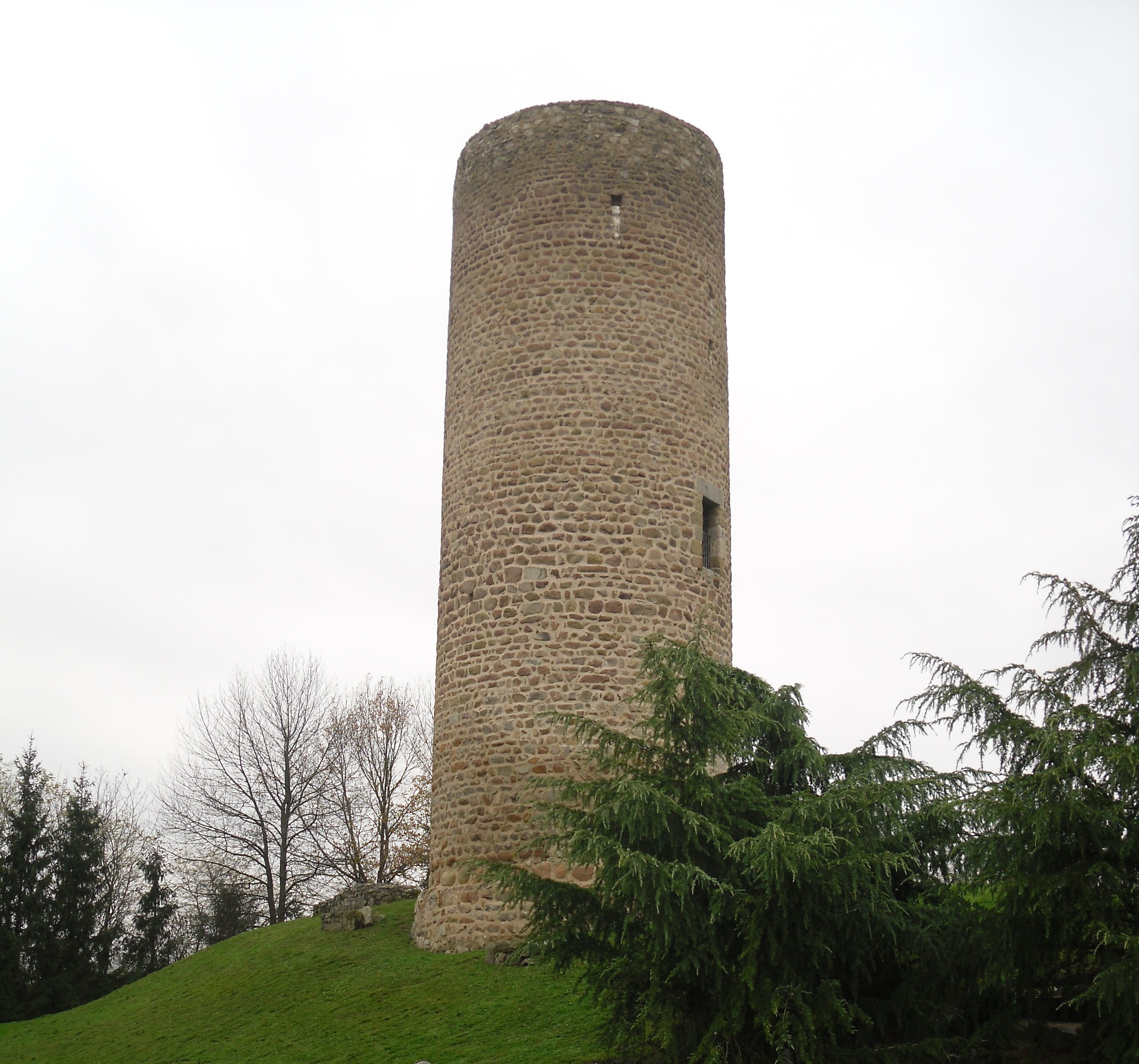
Vestiges du château comtal de Cleppé.
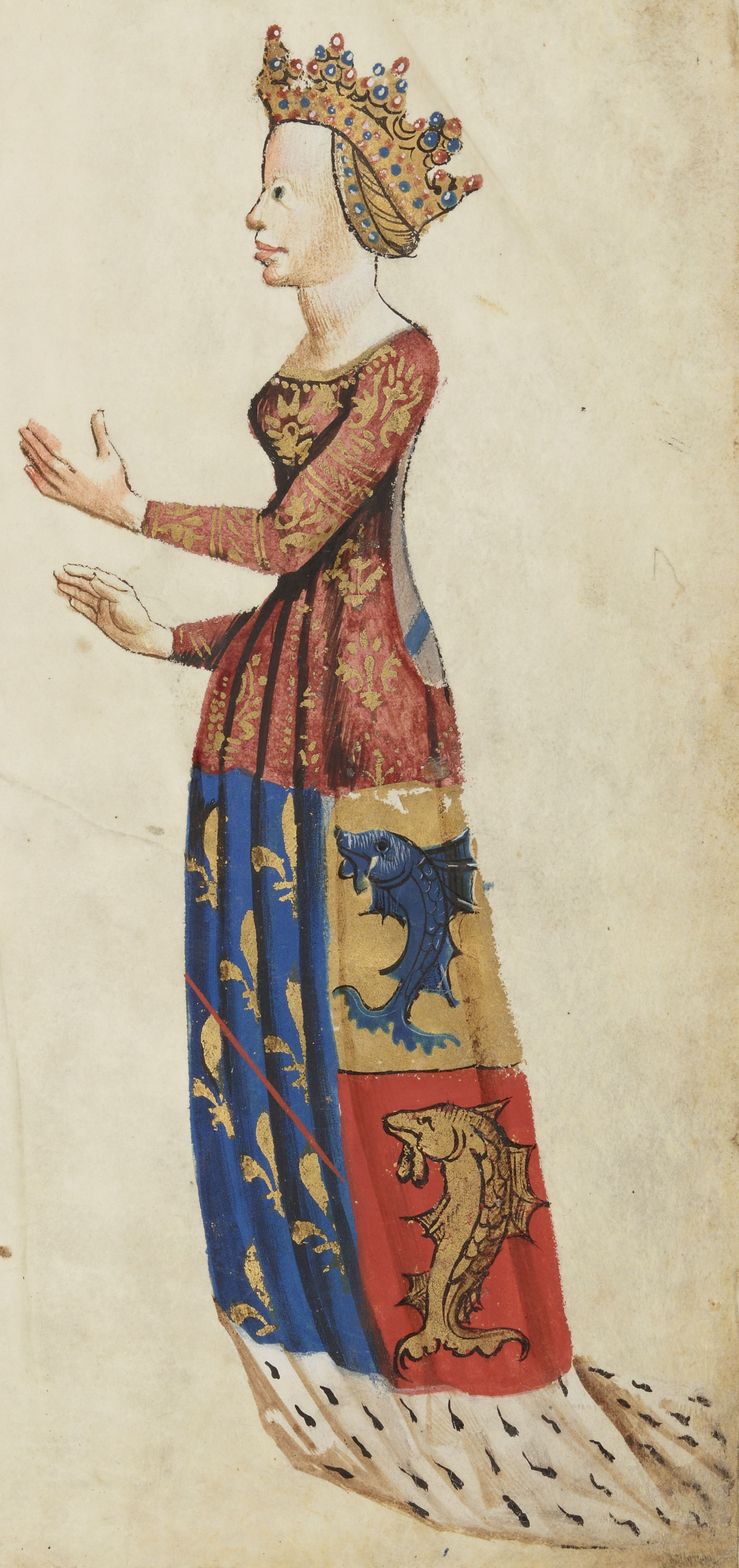
Anne de Forez, par son mariage avec Louis II de Bourbon le Forez entra dans les possessions de la maison de Bourbon en 1371.

## Église de Lyon

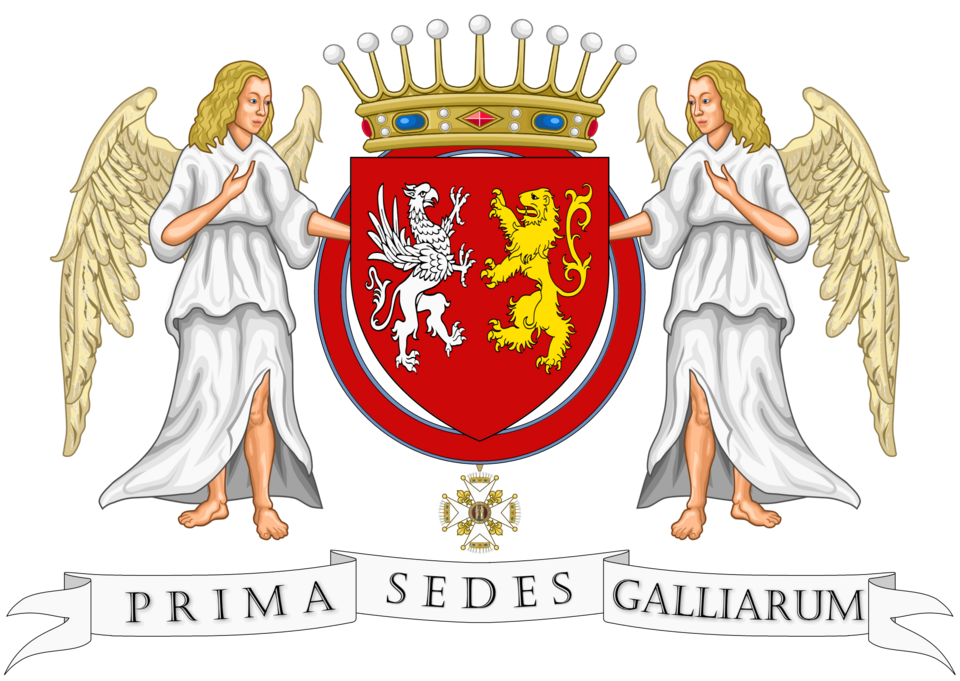
Chapitre primatial de Lyon : de gueules à un griffon d'argent et un lion d'or, affrontés; l'écu entouré du collier des comtes de Lyon, timbré d'une couronne de comte, deux anges pour tenants.

À partir de l'épiscopat de Renaud de Forez, l'archevêque et son chapitre, qui forment l'Église de Lyon, apparaissent titulaires du titre de « comte de Lyon ».
En septembre 1307, juste avant d'annexer Lyon, Philippe le Bel confirme à l'archevêque et aux chanoines le titre qu'ils peuvent porter collectivement ainsi qu'à titre individuel : l'archevêque et le chapitre sont ensemble comte de Lyon et disposent ensemble du pouvoir comtal qu'ils se partagent mais chacun peut également, à titre personnel, porter le titre de comte de Lyon et jouir du statut qui y est attaché.
Le titre sera porté de manière usuelle et générale par les archevêques et les chanoines de Saint-Jean jusqu'à la Révolution française.
François-Joachim de Pierre de Bernis (1715-1794), titulaire du titre de comte de Lyon, qui devait sa carrière politique et diplomatique à Madame de Pompadour lui aurait répondu lorsqu'elle se vanta d'avoir contribué à sa promotion sociale : « un comte de Lyon ne peut pas être tiré de la boue ».

## Maison de Bourbon
- 1417-1434 : Jean Ier de Bourbon (1381-1434), duc de Bourbon, fils d'Anne-Dauphine d'Auvergne-Forez et du duc Louis II ci-dessus
- 1434-1456 : Charles Ier de Bourbon (1401-1456), duc de Bourbon, son fils
- 1456-1488 : Jean II de Bourbon (1427-1488), duc de Bourbon, son fils
- 1488-1488 : Charles II de Bourbon (1433-1488), duc de Bourbon et archevêque de Lyon, son frère
- 1488-1503 : Pierre II de Bourbon (1438-1503), duc de Bourbon, son frère
- 1505-1523 : Charles III de Bourbon (1490-1527), petit-cousin des précédents, comte de Montpensier, duc de Bourbon jusqu'en 1521 par son mariage avec Suzanne de Bourbon, fille de Pierre II de Bourbon, puis par héritage de son épouse.

## Maison de Savoie

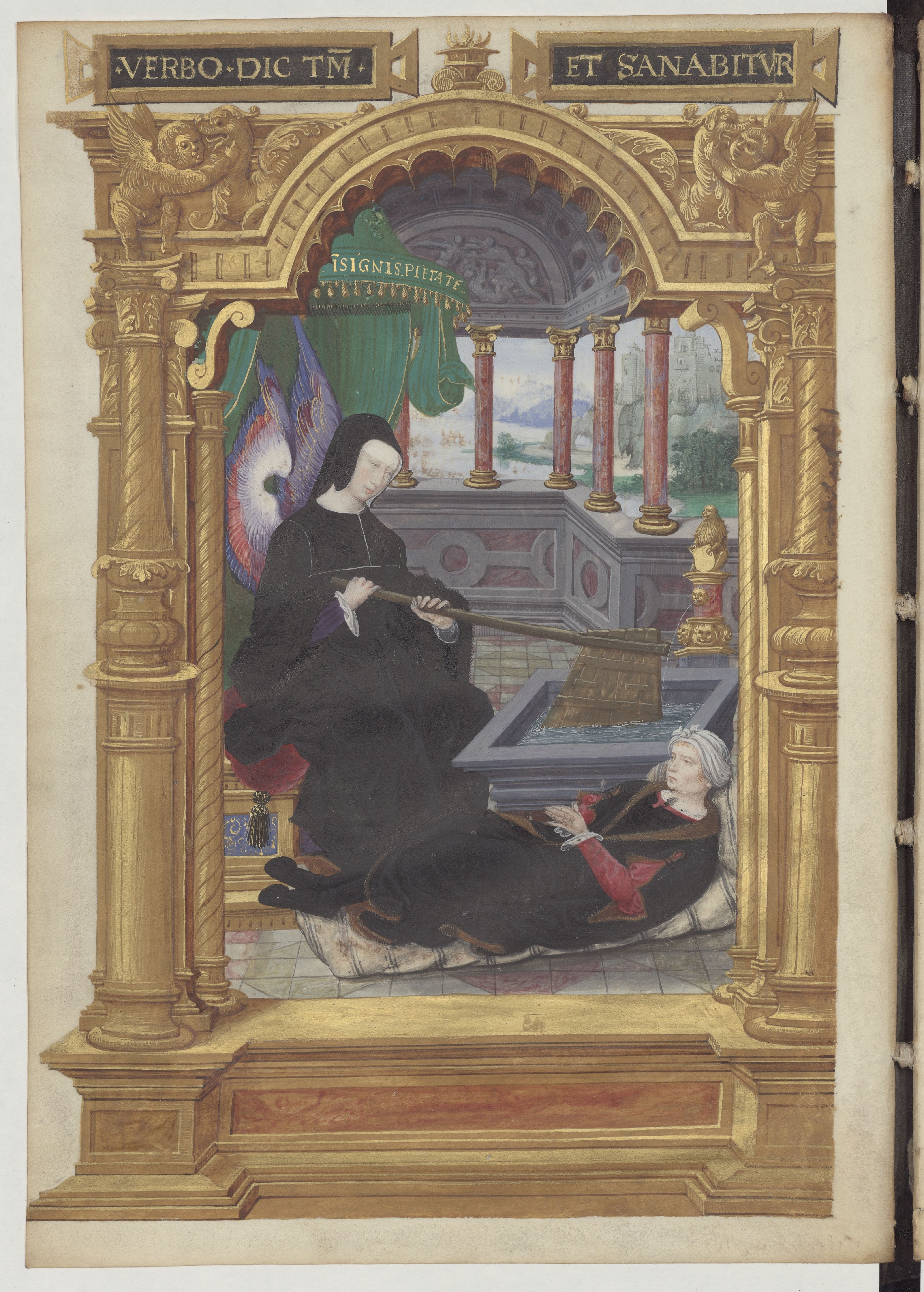
Louise de Savoie, mère de François Ier, dernière comtesse de Forez

- 1522-1531 : Louise de Savoie, cousine germaine de Suzanne de Bourbon. Elle conteste la succession à Charles III et obtient de son fils François Ier l'investiture pour les duchés de Bourbon et d'Auvergne, les comtés de Clermont, de Forez et de la Marche ainsi que la seigneurie de Beaujeu le 7 octobre 1522.

1531 : Réunion du comté de Forez à la Couronne

## Comte apanagiste
- 1566-1574 : Henri d'Anjou (le futur roi Henri III). Il reçoit le Forez en apanage de son frère Charles IX puis devient roi en 1574.